# Пругасто морско шило
Пругасто морско шило (Doryrhamphus dactyliophorus) је зракоперка из реда Syngnathiformes.

## Распрострањење
Ареал пругастог морског шила обухвата већи број држава. 
Врста је присутна у Кини, Аустралији, Јапану, Индонезији, Филипинима, Тајвану, Јужноафричкој Републици, Самои, Соломоновим острвима, Фиџију, Маршалским острвима и Папуи Новој Гвинеји.

## Станиште
Врста је присутна на подручју острва Нова Гвинеја.

## Угроженост
Подаци о распрострањености ове врсте су недовољни.

## Галерија
- Пругасто морско шило
- Пругасто морско шило
- Скелет пругастог морског шила („Музеј Остеологије” у Оклахома Ситију)